# Hengdeli Holdings Limited
 (juin 2020).
Hengdeli Holdings Limited (en chinois :亨得利控股有限公司), anciennement Xinyu Hengdeli Holdings, est une entreprise fondée en 1957 et active dans le commerce de gros et de détail des montres en Chine.
Hengdeli est de loin le distributeur de montres ayant la plus grosse part de marché de Chine continentale, occupant à lui seul 30 % de celui-ci en 2010 et récoltant environ 18 milliards de Hong Kong Dollar de ventes brutes en 2014.
Hengdeli coopère depuis les années 2000 avec des géants occidentaux de production de montres comme LVMH, Richemont, Rolex, mais surtout Swatch Group, entreprise avec laquelle ils fondent la coentreprise Beijing Xin Yu Heng Rui Watch & Clock Co. en 2003.

## Historique
Fondée en 1957 en tant qu'entreprise étatique sous le régime communiste chinois, la Beijing Hengdeli Timepieces Ltd. fut privatisée en 1990. Elle entre en bourse le 26 septembre 2005.